# Red Bull Air Race World Series seizoen 2006
Het 2006 seizoen van de Red Bull Air Race World Series is het vierde seizoen van deze internationale racecompetitie en begon op 18 maart in Abu Dhabi.

## Race-kalender
| 2006 Red Bull Air Race World Series Race-kalender | 2006 Red Bull Air Race World Series Race-kalender | 2006 Red Bull Air Race World Series Race-kalender | 2006 Red Bull Air Race World Series Race-kalender |
| Nr.                                               | Datum                                             | Locatie                                           | Land                                              |
| ------------------------------------------------- | ------------------------------------------------- | ------------------------------------------------- | ------------------------------------------------- |
| 1                                                 | 18 maart                                          | Mina' Zayid, Abu Dhabi                            | Verenigde Arabische Emiraten                      |
| 2                                                 | 6 mei                                             | Barcelona                                         | Spanje                                            |
| 3                                                 | 27 mei                                            | Luchthaven Berlin-Tempelhof, Berlijn              | Duitsland                                         |
| 4                                                 | 29 juli                                           | Golden Horn, Istanboel                            | Turkije                                           |
| 5                                                 | 20 augustus                                       | Boedapest                                         | Hongarije                                         |
| 6                                                 | 2 september                                       | Longleat, Wiltshire                               | Verenigd Koninkrijk                               |
| 7                                                 | 7 oktober                                         | San Francisco, Californië                         | Verenigde Staten                                  |
| 8                                                 | 19 november                                       | Perth                                             | Australië                                         |

## Uitslagen
| Winnaar | Verliezend finalist | Winnaar "3rd Place Fly-off" | Punten gescoord | Geen punten gescoord | DQ = Gedisqualificeerd | NG = Niet gestart |

| 2006 Red Bull Air Race World Series Uitslagen en stand | 2006 Red Bull Air Race World Series Uitslagen en stand | 2006 Red Bull Air Race World Series Uitslagen en stand | 2006 Red Bull Air Race World Series Uitslagen en stand | 2006 Red Bull Air Race World Series Uitslagen en stand | 2006 Red Bull Air Race World Series Uitslagen en stand | 2006 Red Bull Air Race World Series Uitslagen en stand | 2006 Red Bull Air Race World Series Uitslagen en stand | 2006 Red Bull Air Race World Series Uitslagen en stand | 2006 Red Bull Air Race World Series Uitslagen en stand | 2006 Red Bull Air Race World Series Uitslagen en stand | 2006 Red Bull Air Race World Series Uitslagen en stand | 2006 Red Bull Air Race World Series Uitslagen en stand |
| Positie                                                | Piloot                                                 | Team                                                   | UAE                                                    | ESP                                                    | GER                                                    | TUR                                                    | HUN                                                    | GBR                                                    | USA                                                    | AUS                                                    | Aantal Punten                                          |                                                        |
| ------------------------------------------------------ | ------------------------------------------------------ | ------------------------------------------------------ | ------------------------------------------------------ | ------------------------------------------------------ | ------------------------------------------------------ | ------------------------------------------------------ | ------------------------------------------------------ | ------------------------------------------------------ | ------------------------------------------------------ | ------------------------------------------------------ | ------------------------------------------------------ | ------------------------------------------------------ |
| 1                                                      | Kirby Chambliss                                        | Red Bull                                               | 1                                                      | 3                                                      | 1                                                      | 1                                                      | 5                                                      | 3                                                      | 1                                                      | 3                                                      | 38                                                     |                                                        |
| 2                                                      | Peter Besenyei                                         | Red Bull                                               | 3                                                      | 1                                                      | 2                                                      | 3                                                      | DQ                                                     | 2                                                      | 2                                                      | 1                                                      | 35                                                     |                                                        |
| 3                                                      | Mike Mangold                                           | Mangold                                                | 2                                                      | 2                                                      | 3                                                      | 4                                                      | 3                                                      | 4                                                      | 4                                                      | 4                                                      | 30                                                     |                                                        |
| 4                                                      | Paul Bonhomme                                          | Bonhomme                                               | 7                                                      | 8                                                      | 6                                                      | 2                                                      | 2                                                      | 1                                                      | 3                                                      | 2                                                      | 26                                                     |                                                        |
| 5                                                      | Michael Goulian                                        | Goulian                                                | 6                                                      | 9                                                      | 5                                                      | NG                                                     | 4                                                      | 5                                                      | 5                                                      | 6                                                      | 11                                                     |                                                        |
| 6                                                      | Steve Jones                                            | Jones                                                  | 8                                                      | 10                                                     | 7                                                      | 8                                                      | 1                                                      | DQ                                                     | DQ                                                     | 5                                                      | 8                                                      |                                                        |
| 7                                                      | Klaus Schrodt                                          | betandwin                                              | DQ                                                     | 4                                                      | 4                                                      | 9                                                      | 7                                                      | 8                                                      | 6                                                      | 10                                                     | 7                                                      |                                                        |
| 7                                                      | Nicolas Ivanoff                                        | Hamilton                                               | 5                                                      | 5                                                      | 9                                                      | 5                                                      | 6                                                      | 9                                                      | 9                                                      | 9                                                      | 7                                                      |                                                        |
| 9                                                      | Alejandro Maclean                                      | Maclean                                                | 4                                                      | 7                                                      | NG                                                     | 7                                                      | 8                                                      | 7                                                      | DQ                                                     | 7                                                      | 3                                                      |                                                        |
| 9                                                      | Nigel Lamb                                             | Lamb                                                   | 9                                                      | 6                                                      | 8                                                      | 6                                                      | DQ                                                     | 6                                                      | 8                                                      | 8                                                      | 3                                                      |                                                        |
| 11                                                     | Frank Versteegh                                        | Versteegh                                              | 10                                                     | 11                                                     | 10                                                     | 10                                                     | DQ                                                     | 10                                                     | DQ                                                     | 11                                                     | 0                                                      |                                                        |

2003 · 2004 · 2005 · 2006 · 2007 · 2008 · 2009 · 2010 · 2014 · 2015 · 2016 · 2017 · 2018 · 2019
Lijst van piloten